# 제26회 금마장
제26회 금마장의 시상식에 관한 내용이다.

## 수상 및 후보

### 작품상
- 인재뉴약 - 관금붕 수상

### 감독상
- 인재뉴약 - 관금붕 수상

### 남우주연상
- 진송용 수상

### 여우주연상
- 인재뉴약 - 장만옥 수상

### 남우조연상
- 장세 수상

### 여우조연상
- 이숙정 수상